# Aleteia (mitologia)
Aleteia (em grego clássico: Ἀλήθεια; romaniz.: Alétheia; lit. "verdade"; de a-, negação, e lethe, "esquecimento") é um daemon (espírito) que personifica a verdade e sinceridade e que é associada à romana Verdade (em latim: Veritas). Ela opõe-se a Dolo (trapaça), Apáte (engano) e Pseudeia (mentira). Segundo a 11 Ode Olímpica de Píndaro, era filha de Zeus, enquanto no fragmento 205 de outra obra sua, o autor afirma que ela é o "começo de uma grande virtude". O fragmento 57 de Baquílides, por sua vez, afirma que Aleteia é da mesma cidade que os deuses e vive sozinha com eles.
Aleteia também citada em duas fábulas de Esopo:
| “ | Prometeu, aquele artesão que deu forma à nossa nova geração, decidiu um dia esculpir a forma de Aleteia, usando toda sua habilidade de modo que ela seria capaz de regular o comportamento das pessoas. Enquanto estava trabalhando, um chamado inesperado do poderoso Zeus levou-o para longe. Prometeu deixou o astuto Dolo no comando de sua oficina, [pois] recentemente tornou-se um dos aprendizes do deus. Inflamado pela ambição, Dolo usou o tempo à sua disposição para moldar com seus dedos sujos uma figura de mesmo tamanho e aparência que Aleteia com características idênticas. Quando ele quase concluiu a peça, que era realmente impressionante, ficou sem argila para usar nos pés dela. O mestre retornou. e então Dolo rapidamente sentou-se em seu assento, tremendo de medo. Prometeu ficou impressionado com a similaridade das duas estátuas e queria fazer parecer que todo o crédito fosse seu. Por conseguinte, colocou ambas as estátuas no forno e quando foram completamente cozidas, infundiu vida em ambas: a sagrada Aleteia caminhou com passos medidos, enquanto a sua irmã inacabada ficou presa em seus passos. Aquela falsificação, produto de subterfúgio, adquiriu o nome de Pseudólogo (falsidade), e eu devo prontamente concordar com as pessoas que dizem que ela não tem pés: de vez em quando algo que é falso pode começar com sucesso, mas com o tempo a verdade certamente prevalecerá. | ” |
|   | — Fábula 530. |   |

| “ | Um homem estava viajando na natureza e encontrou Aleteia sozinha. Ele lhe disse, 'Antiga senhora, por que você mora aqui na natureza, deixando a cidade para trás?' Das grandes profundezas de sua sabedoria, Aleteia respondeu, 'Entre as pessoas de idade, havia mentiras apenas entre alguns, mas agora elas se espalharam por toda a sociedade humana!' | ” |
|   | — Fábula 531. |   |

Ela também aparece na obra Imagens de Filóstrato de Lemno:
| “ | A pintura descreve também [a cidade de] Oropo como uma jovem entre mulheres de olhos brilhantes, as Tálatas (os Mares), e descreve também o lugar usado por Anfiareu para meditação, uma fenda sagrada e divina. Aleteia vestida de branco está lá e a porta dos sonhos - pois aqueles que consultam o oráculo devem dormir - e Oniro (deus dos sonhos) é descrito em atitude relaxada [...] em suas mãos ele segura um corno, mostrando que traz os sonhos através da porta da verdade. | ” |
|   | — Imagens, 1.27. |   |